# Steve Moneghetti
Steve Moneghetti, född den 26 september 1962, är en australisk före detta friidrottare som tävlade i långdistanslöpning.
Moneghetti tävlade främst i maraton under sin aktiva karriär och blev bronsmedaljör vid VM 1997 i Aten. Han vann även guldet vid Samväldesspelen 1994. Vid VM 1987 slutade han på fjärde plats i maraton. Han deltog vid Olympiska sommarspelen 1996 där han blev sjua och vid Olympiska sommarspelen 2000 där han blev tia.

## Personliga rekord
- Maraton - 2.08.16